# Oldenlandia ovata
Oldenlandia ovata là một loài thực vật có hoa trong họ Thiến thảo. Loài này được S.Watson mô tả khoa học đầu tiên năm 1883.